# Военная форма одежды Вооружённых сил Египта

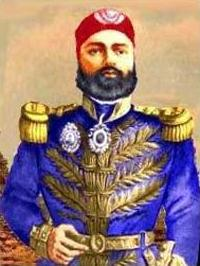
Военная форма одежды Египта XIX века. Аббас I Хильми — вице-король Египта

Военная форма одежды Вооружённых сил Египта — одежда военнослужащих (униформа), установленная специальными нормативными актами (указами, приказами, правилами и т. п.), ношение которой является обязательным для военнослужащих вооружённых сил Египта.
В соответствии с гаагскими конвенциями, ношение военной формы во время боевых действий или вооружённых конфликтов является необходимым условием определения военнослужащих, как легальных комбатантов со всеми вытекающими из этого статуса особыми правами. При этом обязательным элементом военной формы являются знаки различия, явно указывающие на принадлежность к вооружённым силам той или иной стороны вооружённого конфликта.

## Стиль
В военной форме одежды Вооружённых сил Египта используется британский армейский стиль в парадной форме одежды и пустынный камуфляж в полевой форме. Данная форма введена в 2012 году. Различие видов и родов войск определяется эмблемой на левом рукаве и цветом головного убора (берета). Воздушно-десантные войска, войска специального назначения (Тандерболт, коммандос) и республиканская гвардия в качестве отличия имеют свои комбинезоны.

## Парадная форма одежды
| Летняя (генералы) | Зимняя (генералы) |
| Летняя (генералы) | Зимняя (генералы) |
| ----------------- | ----------------- |

## Повседневная форма одежды
| Летняя | Зимняя |
| Летняя | Зимняя |
| ------ | ------ |

## Полевая форма одежды
| Полевая форма одежды сухопутных войск |
| ------------------------------------- |

## Форма одежды республиканской гвардии
| Повседневная форма одежды | Форма одежды военной полиции | Полевая форма одежды |
| Повседневная форма одежды | Форма одежды военной полиции | Полевая форма одежды |
| ------------------------- | ---------------------------- | -------------------- |

## Маскировочная форма одежды (камуфляж)
| Маскировочная форма одежды подразделений Тандерболт (коммандос) | Маскировочная форма одежды подразделений Тандерболт (коммандос) | Маскировочная форма одежды подразделений Тандерболт (коммандос) | Egyptian Republican Guard camouflage uniform |
| Сухопутные войска                                               | Воздушно-десантные войска                                       | Тандерболт (коммандос)                                          | Республиканская гвардия                      |
| --------------------------------------------------------------- | --------------------------------------------------------------- | --------------------------------------------------------------- | -------------------------------------------- |

## Головные уборы (береты)
| Вид (род) войск                       | Головной убор (берет) | Головной убор (берет) | Головной убор (берет) |
| Вид (род) войск                       | Офицер                | Бригадный генерал     | Генерал               |
| ------------------------------------- | --------------------- | --------------------- | --------------------- |
| Воздушно-десантные войска             |                       |                       |                       |
| Бронетанковые войска                  |                       |                       |                       |
| Артиллерия                            |                       |                       |                       |
| Береговая охрана (пограничные войска) |                       |                       |                       |
| Пехота (сухопутные войска)            |                       |                       |                       |
| Военная полиция                       |                       |                       |                       |
| Полиция нравов                        |                       |                       |                       |
| Разведка                              |                       |                       |                       |
| Республиканская гвардия               |                       |                       |                       |
| Тандерболт (коммандос)                |                       |                       |                       |
| Прочие (тыл, связь)                   |                       |                       |                       |